# Hypotype scotomista
Hypotype scotomista là một loài bướm đêm trong họ Noctuidae.